# Шеппард, Марк
Марк Андре́ас Ше́ппард (англ. Mark Andreas Sheppard; род. 30 мая 1964 года, Лондон, Англия) — британский актёр и музыкант ирландского и немецкого происхождения, наиболее известен по роли Кроули в сериале «Сверхъестественное» и по второстепенным отрицательным персонажам в популярных сериалах.

## Биография
Марк Андреас Шеппард родился 30 мая 1964 года в Лондоне в семье актёра Уильяма Моргана Шеппарда и Джины Шеппард.

### Карьера

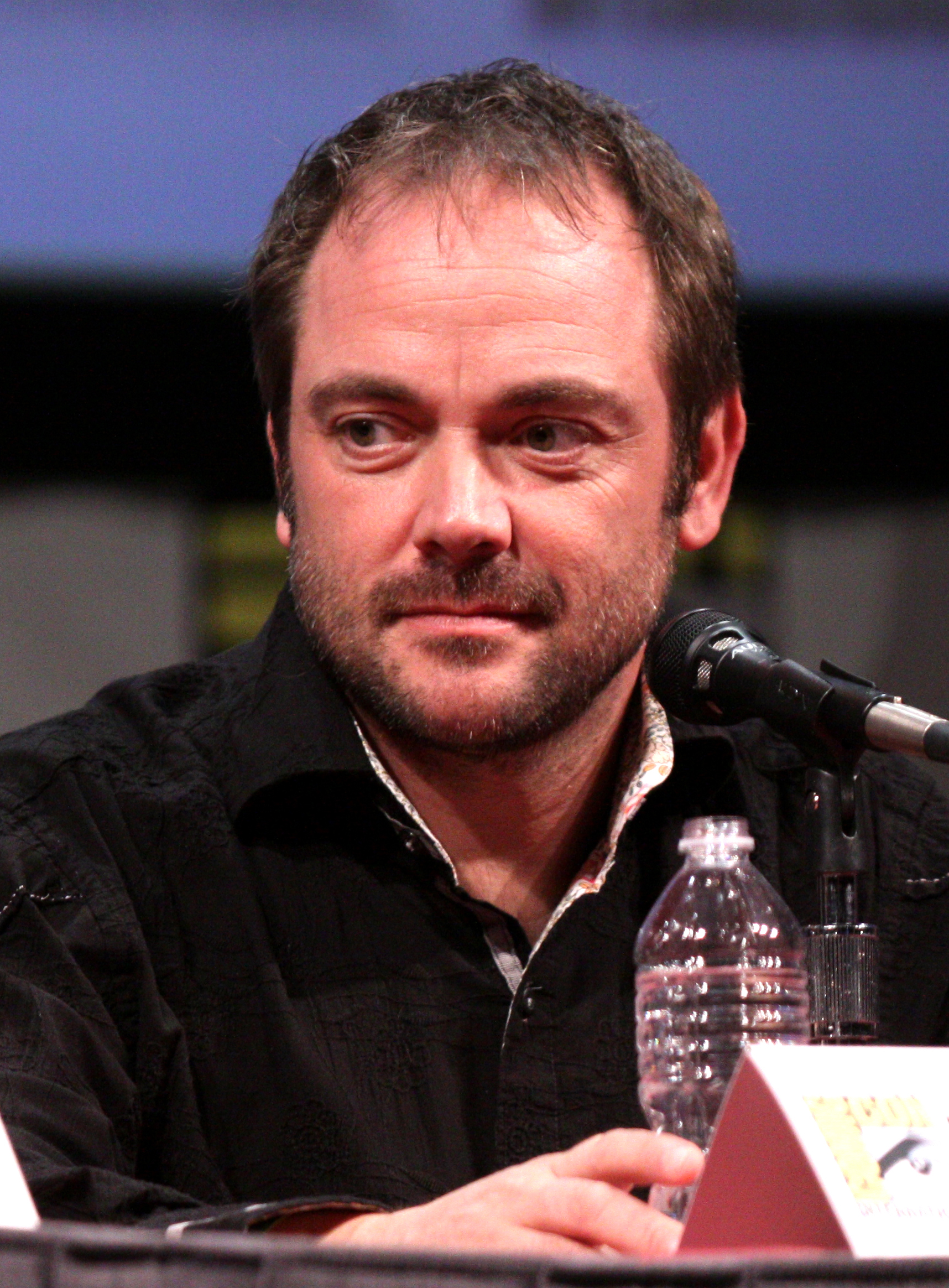
Марк Шеппард на San Diego Comic-Con International в 2011 году

#### Музыкант
В 15 лет стал профессиональным музыкантом, гастролируя впоследствии много лет с Робином Хичкоком (англ. Robyn Hitchcock) и группой Television Personalities в роли нанятого музыканта. А позже в качестве барабанщика записал с ирландской группой «Light a Big Fire» их второй альбом. Но музыкальная карьера ушла на второй план, когда он переехал в Соединённые Штаты Америки.

#### Актёр
Его первым шагом в телевизионной актёрской карьере стала в 1992 году эпизодическая роль в сериале «Шелковые сети». А уже через год он снялся в фильме «Во имя отца» с Дэниелом Дэй-Льюисом в главной роли. С этого момента он начинает появляться в популярных сериалах таких, как «Секретные материалы», «Солдаты удачи» (одна из главных ролей), «Скользящие», «Китайский городовой», «Звёздный путь: Вояджер», «Человек-невидимка», «Охотники за нечистью», «Зачарованные», «Светлячок», «24 часа» и многих других. Одна из последних его запоминающихся ролей — демон Кроули в телесериале «Сверхъестественное». А в марте 2011 года вышли 2 серии популярной франшизы «Доктор Кто», где он со своим отцом сыграл одного и того же персонажа в разных возрастах.

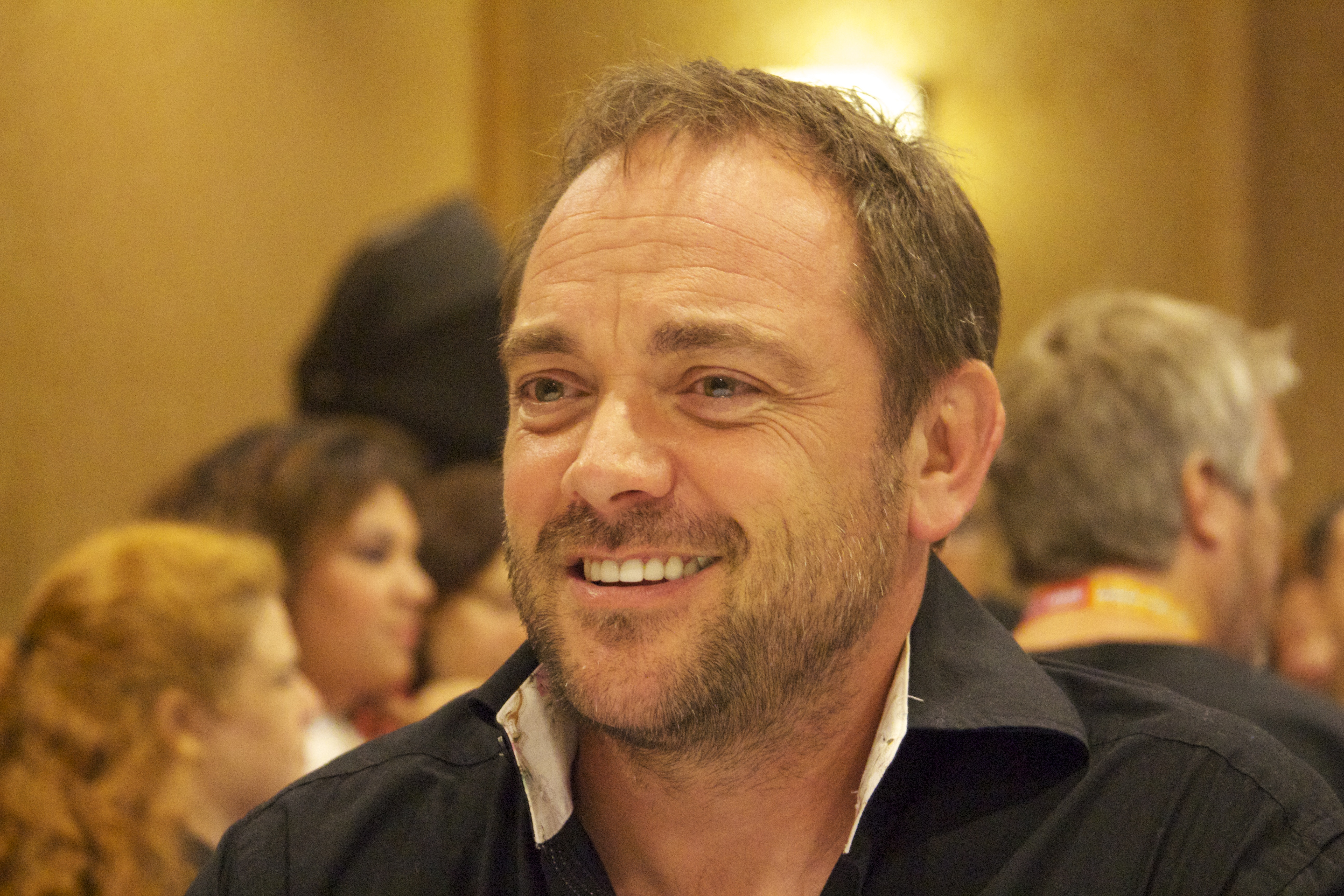
Марк Шеппард в 2012 году

#### Режиссёр, продюсер, сценарист
В 1997 году выступил в качестве первого ассистента режиссёра в комедии «Американский вампир» (англ. American Vampire). В том же году был исполнительным продюсером в фильме «Nether World». А в 2001 году стал режиссёром, сценаристом и продюсером фильма «Комната 101», в котором в главной роли снялся его отец. В 2012 году был снят фильм «Приключения на таинственном острове», срежиссированный Марком, в котором он сыграл главную роль — капитана Немо.

### Личная жизнь
6 марта 2004 года Марк Шеппард женился на Джессике Марк. У них двое сыновей — Максимилиан Шеппард и Уильям Шеппард. В 2014 году Джессика объявила о предстоящем разводе.
В конце 2014 года Марк Шеппард начал встречаться с Сарой Фудж, и 20 августа 2015 года состоялась помолвка. 1 марта 2016 года у пары родилась дочь Изабелла Роуз.

## Фильмография
| Год       |    | Русское название                         | Оригинальное название                           | Роль                                  |
| --------- | -- | ---------------------------------------- | ----------------------------------------------- | ------------------------------------- |
| 1992—1993 | с  | Шелковые сети                            | Silk Stalkings                                  | Эрик/Эдди Брюс                        |
| 1993      | ф  | Во имя отца                              | In the Name of the Father                       | Пэдди Армстронг                       |
| 1993      | с  | Секретные материалы                      | The X-Files                                     | сторож Боб / Сесил Л'Айвли            |
| 1995      | с  |                                          | M.A.N.T.I.S.                                    | С. Флейтон Руэлл                      |
| 1996      | ф  | Любовный узел                            | Lover's Knot                                    | Найджел Боуэлс                        |
| 1997      | ф  |                                          | Nether World                                    | Калифорния                            |
| 1997—1998 | с  | Солдаты удачи                            | Soldier of Fortune                              | Кристофер 'Си Джей' Йетс              |
| 1998      | с  | Скользящие                               | Sliders                                         | Джек                                  |
| 1999      | ф  | Танцуй со мной                           | Out of the Cold                                 | Фэнг                                  |
| 1999      | с  | Китайский городовой                      | Martial Law                                     | Клей Салливан                         |
| 1999      | с  | Практика                                 | The Practice                                    | Эдди Викс                             |
| 2000      | с  | Звёздный путь: Вояджер                   | Star Trek:Voyager                               | Люкон                                 |
| 2000      | с  | Военно-юридическая служба                | JAG                                             | N/A                                   |
| 2001      | с  | Человек-невидимка                        | The Invisible Man                               | Юрий Грегоров                         |
| 2001      | ф  |                                          | Lady in the Box                                 | Даг Суини                             |
| 2001      | ф  |                                          | Farewell, My Love                               | Эм Джей                               |
| 2001      | с  |                                          | The Chronicle                                   | Нитро                                 |
| 2001      | с  | Охотники за нечистью                     | Special Unit 2                                  | Хамелеон                              |
| 2001      | тф | Бермудский треугольник                   | Lost Voyage                                     | Йен Филдс                             |
| 2001      | ф  | Новый Алькатрас                          | New Alcatraz                                    | Юрий                                  |
| 2001—2002 | с  | V.I.P.                                   | V.I.P.                                          | Неро                                  |
| 2002—2009 | с  | C.S.I.: Место преступления               | CSI: Crime Scene Investigation                  | Род Дарлинг / Димитрий Садеский       |
| 2002      | с  |                                          | UC: Undercover                                  | Митчелл Ривз                          |
| 2002      | в  | Мегалодон                                | Megalodon                                       | Митчелл Паркс                         |
| 2002      | с  | Зачарованные                             | Charmed                                         | Арнон                                 |
| 2002      | с  | Светлячок                                | Firefly                                         | Бэджер                                |
| 2003      | с  | Криминальные гонки                       | Fastlane                                        | Ронан Дэннехи                         |
| 2003      | тф | Она написала убийство: Кельтская загадка | Murder, She Wrote: The Celtic Riddle            | мужчина в машине (в титрах не указан) |
| 2003      | тф | Батисфера                                | Deep Shock                                      | Чомски                                |
| 2003      | с  | Джейк 2.0                                | Jake 2.0                                        | Хартмэн                               |
| 2004      | в  | Код дьявола                              | Evil Eyes                                       | Питер                                 |
| 2004      | в  | Девять жизней                            | Unstoppable                                     | Литч                                  |
| 2004      | с  | Лас-Вегас                                | Las Vegas                                       | Джордж Беквор                         |
| 2005      | с  | Детектив Монк                            | Monk                                            | Крис Дауни                            |
| 2005      | с  | C.S.I.: Место преступления Нью-Йорк      | CSI: NY                                         | Кевин Ханниган                        |
| 2005—2006 | с  | Медиум                                   | Medium                                          | доктор Чарльз Уолкер / Джек Уолкер    |
| 2006      | с  | 24 часа                                  | 24                                              | Иван Эрвич                            |
| 2006      | с  | Без следа                                | Without a Trace                                 | Иоаннис 'Джонни' Патани               |
| 2006      | ф  | Бывший                                   | Broken                                          | Малкольм                              |
| 2007      | с  | Биобаба                                  | Bionic Woman                                    | Энтони Антрос                         |
| 2007—2009 | с  | Звёздный крейсер «Галактика»             | Battlestar Galactica                            | Ромо Лампкин                          |
| 2008      | с  | Акула                                    | Shark                                           | Руперт Стоун                          |
| 2008      | с  | В простом виде                           | In Plain Sight                                  | Расселл                               |
| 2008      | с  | Миддлмен                                 | The Middleman                                   | Мансервант Невилл                     |
| 2008—2012 | с  | Воздействие                              | Leverage                                        | Джим Стерлинг                         |
| 2009      | с  | Морская полиция: Спецотдел               | Navy NCIS: Naval Criminal Investigative Service | молодой мистер Пейн                   |
| 2009      | с  | Чёрная метка                             | Burn Notice                                     | Том Прескотт                          |
| 2009      | с  | Кукольный дом                            | Dollhouse                                       | Танака                                |
| 2009      | ки | The Conduit                              | The Conduit                                     | агент Майкл Форд (озвучка)            |
| 2009—2013 | с  | Белый воротничок                         | White Collar                                    | Кёртис Хейген                         |
| 2009—2014 | с  | Хранилище 13                             | Warehouse 13                                    | Бенедикт Валда                        |
| 2009—2017 | с  | Сверхъестественное                       | Supernatural                                    | Кроули                                |
| 2010      | с  | Чак                                      | Chuck                                           | директор «Кольца»                     |
| 2010      | ф  |                                          | Xtinction                                       | доктор Чарльз ЛеБланк                 |
| 2010      | ф  | Таинственный остров                      | Mysterious Island                               | молодой капитан Немо                  |
| 2011      | с  | Доктор Кто                               | Doctor Who                                      | Кантон Эверетт Делавэр III            |
| 2011      | с  | Главный подозреваемый                    | Prime Suspect                                   | Блэкджек Маллинс                      |
| 2019      | с  | Роковой патруль                          | Doom Patrol                                     | Уиллоуби Киплинг                      |

## Награды и номинации
- 2013 — номинация на премию SFX Awards в категории «Лучший злодей» (Кроули).